# Jagiellonia Białystok w sezonie 1988/1989

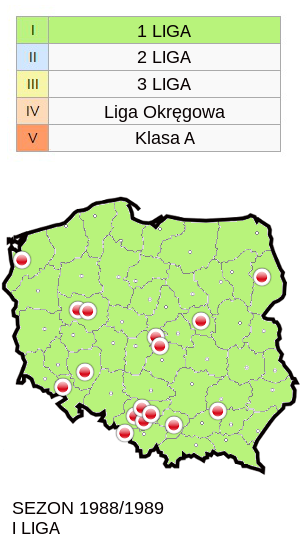
BOZPN - Zespoły występujące w I lidze w sezonie 1988/89

Jagiellonia Białystok przystąpiła do rozgrywek I ligi oraz Pucharu Polski od (1/16).

Od sezonu 1986/87 funkcjonuje nowy system punktowania tzw. "za 3 pkt", przepisy obowiązywały tylko w I, II i III lidze. Mecze wygrane różnicą 3 bramek są premiowane 3 pkt, przegrane różnicą 3 bramek -1pkt., nie dotyczy walkowerów. W tabeli mecze za "3" i "-1" podane są w nawiasach.

## I poziom rozgrywkowy
Jagiellonia przystąpiła do sezonu poza odejściem kapitana Henryka Mojsy bez większych ubytków w kadrze. Zespół prezentował się dobrze, słabszy okres wystąpił pod koniec I i na początku II rundy. Wówczas nastąpiła zmiana szkoleniowca, za Mirosława Mosjiuszkę przydzedł Krzysztof Buliński. Drużyna ostatecznie zajęła dość dobre 8 miejsce, pewnie utrzymując się w I lidze.<brv />
Sztab szkoleniowy: trener - Mirosław Mojsiuszko, II trener Andrzej Prawda, kierownik drużyny - Andrzej Pietrzyk.
Po sezonie nastąpiła wyprzedaż czołowych zawodników, co zapowiadało walkę o utrzymanie w następnym sezonie.
Puchar Polski

Historyczny sukces odniosła Jagiellonia awansując pierwszy raz w historii do finału Pucharu Polski. W zaciekłej rywalizacji finałowej Jagiellonia uległa 2:5 Legii Warszawa.

## Końcowa tabela I ligi
| Lp. | Drużyna               | M  | Z      | R  | P      | Bramki | Bramki | Różn. | Pkt. | Uwagi          |
| --- | --------------------- | -- | ------ | -- | ------ | ------ | ------ | ----- | ---- | -------------- |
| 1   | Ruch Chorzów (b)      | 30 | 19 (6) | 8  | 3 (0)  | 48     | 18     | +30   | 52   | Puchar Europy  |
| 2   | GKS Katowice          | 30 | 18 (6) | 8  | 5 (1)  | 50     | 24     | +26   | 47   | Puchar UEFA    |
| 3   | Górnik Zabrze (m)     | 30 | 17 (6) | 5  | 8 (0)  | 55     | 29     | +26   | 45   | Puchar UEFA    |
| 4   | Legia Warszawa        | 30 | 14 (6) | 9  | 7 (0)  | 41     | 19     | +22   | 43   | PZP            |
| 5   | Stal Mielec (b)       | 30 | 13 (1) | 7  | 10 (1) | 35     | 27     | +8    | 33   |                |
| 6   | Lech Poznań           | 30 | 11 (3) | 10 | 9 (2)  | 39     | 32     | +7    | 33   |                |
| 7   | Widzew Łódź           | 30 | 9 (0)  | 12 | 9 (1)  | 27     | 27     | 0     | 29   |                |
| 8   | Jagiellonia Białystok | 30 | 9 (0)  | 12 | 9 (1)  | 22     | 27     | -5    | 29   |                |
| 9   | Śląsk Wrocław         | 30 | 7 (2)  | 14 | 9 (2)  | 34     | 35     | -1    | 28   |                |
| 10  | ŁKS Łódź              | 30 | 8 (1)  | 11 | 11 (2) | 34     | 45     | -11   | 26   |                |
| 11  | Olimpia Poznań        | 30 | 9 (1)  | 9  | 12 (3) | 33     | 41     | -8    | 25   |                |
| 12  | Wisła Kraków (b)      | 30 | 10 (3) | 6  | 14 (6) | 35     | 48     | -13   | 23   |                |
| 13  | Pogoń Szczecin        | 30 | 7 (1)  | 9  | 14 (4) | 34     | 50     | -16   | 20   | Spadek II liga |
| 14  | GKS Jastrzębie (b)    | 30 | 8 (0)  | 8  | 14 (5) | 24     | 43     | -19   | 19   | Spadek II liga |
| 15  | Górnik Wałbrzych      | 30 | 7 (0)  | 5  | 18 (4) | 22     | 44     | -22   | 15   | Spadek II liga |
| 16  | Szombierki Bytom      | 30 | 4 (0)  | 9  | 17 (4) | 33     | 57     | -24   | 13   | Spadek II liga |

## Skład, statystyka, transfery
| Nr | Zawodnik                 | Poz. | Data ur.   | Wz.  | Mecze | Br. | Transfer z/do               | Ostatni klub             |
| -- | ------------------------ | ---- | ---------- | ---- | ----- | --- | --------------------------- | ------------------------ |
|    | Mirosław Sowiński        | BR   | 15.01.1956 | 1,88 | 28    | 0   |                             | Szombierki Bytom         |
|    | Andrzej Heller           | BR   | 2.11.1964  | 1,80 | 0     | 0   | 88(w) z Śniardwy Orzysz     | Śniardwy Orzysz          |
|    | Stanisław Karwat         | BR   | 3.10.1965  | 1,91 | 2     | 0   | 88(j) z Stal Stalowa Wola   | Stal Stalowa Wola        |
|    | Marcin Nalewajko         | BR   | 2.11.1972  | 1,84 | 0     | 0   | 88(j) z Supraślanka Supraśl | Supraślanka Supraśl      |
|    | Mirosław Dymek w         | BR   | 25.02.1970 | 1,91 | 0     | 0   | 88(j) z drużyny rezerw      | (wychowanek)             |
|    | Wojciech Rogowski w      | OB   | 7.02.1970  | 1,77 | 1     | 0   | 88(j) z drużyny rezerw      | (wychowanek)             |
|    | Marcin Manelski          | OB   | 24.09.1971 | 1,80 | 0     | 0   | 88(j) z Włókniarz Białystok | Włókniarz Białystok      |
|    | Mariusz Lisowski w       | OB   | 3.02.1964  | 1,90 | 25    | 1   |                             | Legia Warszawa           |
|    | Jarosław Bartnowski w    | OB   | 26.11.1963 | 1,77 | 30    | 0   |                             | AZS-AWF Warszawa         |
|    | Andrzej Kulesza          | OB   | 30.06.1956 | 1,88 | 16    | 0   |                             | Stoczniowiec Gdańsk      |
|    | Antoni Cylwik            | OB   | 16.06.1959 | 1,70 | 25    | 0   |                             | Polonia Bydgoszcz        |
|    | Mirosław Car             | OB   | 24.11.1960 | 1,80 | 3     | 0   |                             | Motor Lublin             |
|    | Dariusz Drągowski w      | PO   | 3.10.1970  | 1,77 | 5     | 0   |                             | (wychowanek)             |
|    | Wiesław Romaniuk         | PO   | 10.01.1963 | 1,75 | 21    | 0   |                             | Włókniarz Białystok      |
|    | Dariusz Czykier          | PO   | 21.02.1966 | 1,81 | 26    | 3   |                             | Jagiellonia II Białystok |
|    | Janusz Szugzda w         | PO   | 14.10.1962 | 1,80 | 23    | 1   |                             | Gwardia Warszawa         |
|    | Dariusz Bayer w          | PO   | 17.09.1964 | 1,70 | 24    | 0   |                             | ŁKS Łódź                 |
|    | Cezary Kulesza           | PO   | 22.06.1962 | 1,76 | 11    | 0   | 88(w) z Olimpia Zambrów     | Olimpia Zambrów          |
|    | Jarosław Gierejkiewicz w | OB   | 3.09.1965  | 1,82 | 13    | 1   | 88(j) z Zagłębie Lubin      | Zagłębie Lubin           |
|    | Marek Witkowski          | PO   | 12.09.1970 | 1,78 | 5     | 0   | 88(j) z drużyny rezerw      | Jagiellonia II Białystok |
|    | Andrzej Szymanek         | NA   | 20.05.1961 | 1,85 | 14    | 1   | 88(j) z Stal Mielec         | Stal Mielec              |
|    | Sławomir Głębocki        | NA   | 8.12.1970  | 1,75 | 8     | 2   | 88(j) z drużyny rezerw      | Jagiellonia II Białystok |
|    | Tomasz Giedrojć          | NA   | 24.09.1969 | 1,77 | 2     | 0   | 89(w) z Wigry Suwałki       | Wigry Suwałki            |
|    | Zbigniew Szugzda w       | NA   | 29.03.1970 | 1,90 | 1     | 0   | 88(j) z drużyny rezerw      | (wychowanek)             |
|    | Jerzy Leszczyk           | NA   | 18.09.1961 | 1,84 | 15    | 4   | 87(j) z Widzew Łódź         | Widzew Łódź              |
|    | Marek Stankiewicz        | NA   | 6.12.1968  | 1,78 | 4     | 0   | 87(j) z Gwardia Białystok   | Gwardia Białystok        |
|    | Mirosław Tiszkow w       | NA   | 29.04.1959 | 1,70 | 6     | 0   |                             | Śniardwy Orzysz          |
|    | Jarosław Michalewicz w   | NA   | 29.04.1965 | 1,73 | 25    | 0   |                             | (wychowanek)             |
|    | Andrzej Ambrożej         | NA   | 20.09.1965 | 1,76 | 29    | 0   |                             | Jagiellonia II Białystok |
|    | Jacek Bayer w            | NA   | 29.12.1964 | 1,87 | 27    | 9   |                             | Gwardia Białystok        |
|    | bramka samobójcza        |      |            |      |       | -   |                             |                          |
|    | Mariusz Szulżycki        | NA   | 1.03.1964  | 1,76 | 2     | 0   | 88(j) do Stomil Olsztyn     | Wisła Kraków             |
|    | Henryk Mojsa             | PO   | 11.07.1957 | 1,76 | 0     | 0   | 88(j) wyjazd za granicę     | Arka Gdynia              |
|    | Roman Miszewski          | PO   | 3.03.1961  | 1,75 | 0     | 0   | 88(j) do Arka Gdynia        | Bałtyk Gdynia            |

## Mecze
| Mecze i wyniki | Mecze i wyniki              | Mecze i wyniki   | Mecze i wyniki   | Mecze i wyniki | Mecze i wyniki       | Mecze i wyniki | Mecze i wyniki                                   | Poz w lidze. | Poz w lidze. | Poz w lidze. |
| Lp. | Data                        | Rozgrywki        | F.               | D/W            | Przeciwnik           | Wynik          | Strzelcy bramek                                  | M.           | P.           | Br.          |
| --- | --------------------------- | ---------------- | ---------------- | -------------- | -------------------- | -------------- | ------------------------------------------------ | ------------ | ------------ | ------------ |
| 1 311007 | 31.07.1988 Kraków           | I liga – 1 kol.  | 10000            | W              | Wisła Kraków         | 0:1            | J.Bayer 26'                                      | 4            | 2            | 1:0          |
| 2 321008 | 07.08.1988 Białystok        | I liga – 2 kol.  | 30000            | D              | Stal Mielec          | 1:0            | J.Bayer 45'                                      | 2            | 4            | 2:0          |
| 3 331009 | 13.08.1988 Szczecin         | I liga – 3 kol.  | 7000             | W              | Pogoń Szczecin       | 1:0            |                                                  | 4            | 4            | 2:1          |
| 4 341010 | 20.08.1988 Białystok        | I liga – 4 kol.  | 30000            | D              | Ruch Chorzów         | 1:1            | Czykier 18'                                      | 6            | 5            | 3:2          |
| 5 351011 | 27.08.1988 Łódź             | I liga – 5 kol.  | 8000             | W              | Widzew Łódź          | 1:1            | J.Bayer 81'                                      | 6            | 6            | 4:3          |
| 6 18 | 31.08.1988 Głogów           | PP - 1/16        | 5000             | W              | Chrobry Głogów       | 1:1 2:4(k)     | J.Bayer 55'                                      | awans        | awans        | awans        |
| 7 361012 | 03.09.1988 Białystok        | I liga – 6 kol.  | 30000            | D              | Górnik Zabrze        | 1:1            | Leszczyk 20'                                     | 7            | 7            | 5:4          |
| 8 371013 | 10.09.1988 Poznań           | I liga – 7 kol.  | 4000             | W              | Olimpia Poznań       | 1:1            | J.Bayer 15'                                      | 7            | 8            | 6:4          |
| 9 19 | 14.09.1988 Stalowa Wola     | PP - 1/8         | b.d.             | W              | Stal Stalowa Wola    | 2:4            | Michalewicz 14' 69', Głębocki 30', J.Szugzda 86' | awans        | awans        | awans        |
| 10 381014 | 25.09.1988 Białystok        | I liga – 8 kol.  | 23000            | D              | Śląsk Wrocław        | 1:0            | J.Bayer 15'                                      | 6            | 10           | 7:4          |
| 11 391015 | 28.09.1988 Wałbrzych        | I liga – 9 kol.  | 1500             | W              | Górnik Wałbrzych     | 2:0            |                                                  | 7            | 10           | 7:6          |
| 12 401016 | 02.10.1988 Białystok        | I liga – 10 kol. | 23000            | D              | Szombierki Bytom     | 1:0            | Głębocki 31'                                     | 5            | 12           | 8:6          |
| 13 411017 | 09.10.1988 Katowice         | I liga – 11 kol. | 5587             | W              | GKS Katowice         | 0:1            | Głębocki 51'                                     | 5            | 14           | 9:6          |
| 14 421018 | 23.10.1988 Białystok        | I liga – 12 kol. | 21000            | D              | ŁKS Łódź             | 1:3            | Gierejkiewicz 14'                                | 7            | 14           | 10:9         |
| 15 431019 | 29.10.1988 Warszawa         | I liga – 13 kol. | 3848             | W              | Legia Warszawa       | 2:0            |                                                  | 7            | 14           | 10:11        |
| 16 441020 | 05.11.1988 Poznań           | I liga – 14 kol. | 8000             | W              | Lech Poznań          | 1:0            |                                                  | 8            | 14           | 10:12        |
| 17 20 | 13.11.1988 Białystok        | PP - 1/4         | 8000             | D              | Bałtyk Gdynia        | 0:0            |                                                  | (1 mecz)     | (1 mecz)     | (1 mecz)     |
| 18 451021 | 20.11.1988 Białystok        | I liga – 15 kol. | 10000            | D              | GKS Jastrzębie Zdrój | 0:0            |                                                  | 8            | 15           | 10:12        |
| 19 21 | 27.11.1988 Gdynia           | PP - 1/4         | 4000             | W              | Bałtyk Gdynia        | 1:1            | J.Bayer 74'                                      | (2 mecz)     | (2 mecz)     | (2 mecz)     |
| 20 22 | 04.03.1989 Chorzów          | PP - 1/2         | 10000            | W              | Ruch Chorzów         | 0:0            |                                                  | (1 mecz)     | (1 mecz)     | (1 mecz)     |
| 21 461022 | 11.03.1989 Białystok        | I liga – 16 kol. | 15562            | D              | Wisła Kraków         | 0:0            |                                                  | 9            | 16           | 10:12        |
| 22 23 | 15.03.1989 Chorzów          | PP - 1/2         | 18000            | D              | Ruch Chorzów         | 2:0            | Lisowski 3', Szymanek 87'                        | (2 mecz)     | (2 mecz)     | (2 mecz)     |
| 23 471023 | 18.03.1989 Mielec           | I liga – 17 kol. | 10000            | W              | Stal Mielec          | 2:0            |                                                  | 9            | 16           | 10:14        |
| 24 481024 | 25.03.1989 Białystok        | I liga – 18 kol. | 13651            | D              | Pogoń Szczecin       | 1:0            | Czykier 50'                                      | 9            | 18           | 11:14        |
| 25 491025 | 29.03.1989 Chorzów          | I liga – 19 kol. | 10000            | W              | Ruch Chorzów         | 1:0            |                                                  | 9            | 18           | 11:15        |
| 26 501026 | 09.04.1989 Białystok        | I liga – 20 kol. | 16392            | D              | Widzew Łódź          | 0:1            |                                                  | 9            | 18           | 11:16        |
| 27 511027 | 15.04.1989 Zabrze           | I liga – 21 kol. | 18000            | W              | Górnik Zabrze        | 2:2            | Szymanek 80', Czykier 84'                        | 9            | 19           | 13:18        |
| 28 521028 | 22.04.1989 Białystok        | I liga – 22 kol. | 13340            | D              | Olimpia Poznań       | 0:0            |                                                  | 9            | 20           | 13:18        |
| 29 531029 | 10.05.1989 Wrocław          | I liga – 23 kol. | 8217             | W              | Śląsk Wrocław        | 2:2            | J.Bayer 15' J.Szugzda 87'                        | 9            | 21           | 15:20        |
| 30 541030 | 14.05.1989 Białystok        | I liga – 24 kol. | 16692            | D              | Górnik Wałbrzych     | 2:0            | Lisowski 23', Leszczyk 45'                       | 9            | 23           | 17:21        |
| 31 551031 | 20.05.1989 Bytom            | I liga – 25 kol. | 1000             | W              | Szombierki Bytom     | 0:1            | J.Bayer 56'(k)                                   | 8            | 25           | 18:21        |
| 32 561032 | 25.05.1989 Białystok        | I liga – 26 kol. | 14775            | D              | GKS Katowice         | 1:1            | J.Bayer 48'                                      | 7            | 26           | 19:22        |
| 33 571033 | 07.06.1989 Łódź             | I liga – 27 kol. | 3014             | W              | ŁKS Łódź             | 0:1            | Leszczyk 57'                                     | 6            | 28           | 20:22        |
| 34 581034 | 11.06.1989 Białystok        | I liga – 28 kol. | 19679            | D              | Legia Warszawa       | 1:1            | Leszczyk '56                                     | 7            | 29           | 21:23        |
| 35 591035 | 17.06.1989 Białystok        | I liga – 29 kol. | 10109            | D              | Lech Poznań          | 1:4            | J.Bayer 71'                                      | 8            | 28           | 22:27        |
| 36 601036 | 21.06.1989 Jastrzębie-Zdrój | I liga – 30 kol. | 4000             | W              | GKS Jastrzębie Zdrój | 0:0            |                                                  | 8            | 29           | 22:27        |
| 37 24 | 24.06.1989 Olsztyn          | Finał            | 20000 (Jag,8000) | N              | Legia Warszawa       | 5:2            | Leszczyk 31' J.Bayer 66'                         | 2 m-ce       | 2 m-ce       | 2 m-ce       |
| - rozgrywki ligowe, - rozgrywki pucharu polski, - rozgrywki pucharu ligi, - rozgrywki ligi europejskiej, - mecze barażowe lub eliminacyjne, - inne. Liczba meczów w sezonie:1 2 (wszystkie mecze na najwyższym poziomie rozgrywkowym)3 (wszystkie mecze w rozgrywkach ligowych bez baraży) , Puchar Polski: 2 (mecze Pucharu Polski na szczeblu centralnym)3 (wszystkie mecze w Pucharze Polski) |                             |                  |                  |                |                      |                |                                                  |              |              |              |

## Mecze towarzyskie
- Lipiec 1988 zgrupowanie w Suwałkach.
- 2-16 stycznia 1989 zgrupowanie w Nowym Targu.
- 4-11 luty 1989 zgrupowanie w Gdyni, później w Wągrowcu.

| Lp. | Data, Kraj, Miasto   | Mecze   | Frekw. | D/W | Przeciwnik                                | Wynik | Strzelcy bramek                              |
| --- | -------------------- | ------- | ------ | --- | ----------------------------------------- | ----- | -------------------------------------------- |
| 1   | ?.07.1988 b.d.       | tow.    | -      | W   | Stomil Olsztyn (2 poz.)                   | 2:0   | b.d.                                         |
| 2   | 16.07.1988 Białystok | tow.    | -      | D   | Polska U-21                               | 2:1   | Giżewski 70' Lisowski 90'(k)                 |
| 3   | 17.07.1988 Białystok | tow.    | -      | D   | Lech Poznań (1 poz.)                      | 0:6   |                                              |
| 4   | 20.07.1988 Mielec    | tow.    | 1500   | W   | SC Bacau (1 poz.)                         | 0:2   | J.Bayer 22' 45'                              |
| 5   | 21.07.1988 Mielec    | tow.    | -      | W   | Stal Mielec (1 poz.)                      | 3:3   | Leszczyk 7' 23' Romaniuk 12'                 |
| 6   | 22.07.1988 Mielec    | tow.    | -      | W   | Wisła Kraków (1 poz.)                     | 0:1   | b.d.                                         |
| 7   | 23.07.1988 Białystok | tow.    | -      | D   | Chemik Grodno (1p.BLR SRR)                | 2:1   | Leszczyk 44' Witkowski 88'(k)                |
| 8   | 18.09.1988 Białystok | tow.    | -      | D   | Campbelltown City (Adelajda) (1p.stanowy) | 4:0   | J.Szugzda 8' 46' Stankiewicz 57' J.Bayer 75' |
| 9   | 23.01.1989 Białystok | tow.    | -      | D   | Hutnik Kraków (2 poz.)                    | 3:2   | J.Szugzda 2' Ambrożej 20' Giedrojć 43'       |
| 10  | 29.01.1989 Białystok | tow.    | -      | D   | Pogoń Łapy (4 poz.)                       | 0:1   |                                              |
| 11  | 5.02.1989 Gdynia     | sparing | -      | W   | Lechia Gdańsk (2 poz.)                    | 0:1   | C.Kulesza                                    |
| 12  | 10.02.1989 Gdynia    | sparing | -      | W   | Arka Gdynia (2 poz.)                      | 1:2   | Czykier, Lisowski                            |
| 13  | 11.02.1989 Gdynia    | sparing | -      | W   | Bałtyk Gdynia (2 poz.)                    | 2:2   | Czykier, J.Bayer                             |
| 14  | 19.02.1989 Białystok | tow.    | 10000  | D   | Legia Warszawa (1 poz.)                   | 4:0   | Czykier 15' 71' J.Szugzda 36' J.Bayer 76'    |
| 15  | 23.02.1989 Wągrowiec | sparing | -      | W   | Stilon Gorzów Wlkp. (2 poz.)              | 0:0   |                                              |
| 16  | 28.02.1989 Wągrowiec | sparing | -      | W   | Chemik Bydgoszcz (3 poz.)                 | 0:0   |                                              |
| 17  | 1.03.1989 Poznań     | sparing | -      | W   | Lech Poznań (1 poz.)                      | 7:1   | D.Bayer 3'                                   |
| 18  | 1.05.1989 Dębica     | sparing | -      | W   | Igloopol Dębica (2 poz.)                  | 2:1   | b.d.                                         |
| 19  | 6.05.1988 Białystok  | tow.    | -      | D   | Žalgiris Wilno (1poz.ZSRR)                | b.d.  |                                              |

Tabela turnieju w Mielcu
| Lp. | Zespół                | M. | Pkt. | Bramki | Opis      |
| --- | --------------------- | -- | ---- | ------ | --------- |
| 1   | Stal Mielec           | 3  | 5    | 10:5   | Zwycięzca |
| 2   | Jagiellonia Białystok | 3  | 5    | 6:3    |           |
| 3   | SC Bacau              | 3  | 2    | 3:4    |           |
| 4   | Wisła Kraków          | 3  | 0    | 1:8    |           |

- Pozostałe wyniki: Stal : Wisła 5:1, Bascau - Wisła 2:0, Stal - Bascau 2:1.

## Mecze drużyny juniorów w walce o mistrzostwo polski
| Lp. | Data, Kraj, Miasto   | Mecze              | Frekw. | D/W | Przeciwnik          | Wynik | Strzelcy bramek         |
| --- | -------------------- | ------------------ | ------ | --- | ------------------- | ----- | ----------------------- |
| 1   | 7.07.1988 Białystok  | MP Jun.- półfinały | -      | D   | Ślask Wrocław       | 3:1   | Głębocki 30' 68'(k) 70' |
| 2   | 8.07.1988 Supraśl    | MP Jun.- półfinały | -      | D   | Stoczniowiec Gdańsk | 2:3   |                         |
| 3   | 8.07.1988 Supraśl    | MP Jun.- półfinały | -      | D   | Hutnik Kraków       | 5:1   |                         |
| 4   | 14.07.1988 Zabrze    | MP Jun.-finał1     | -      | W   | Gwarek Zabrze       | 0:1   | b.d.                    |
| 5   | 17.07.1988 Białystok | MP Jun.-finał2     | 5000   | D   | Gwarek Zabrze       | 1:0   | Witkowski 60'           |

Tabela turnieju półfinałowego - grupa I
| Lp. | Zespół                     | M. | Pkt. | Bramki | Opis  |
| --- | -------------------------- | -- | ---- | ------ | ----- |
| 1   | Jagiellonia Białystok Jun. | 3  | 4    | 10:5   | finał |
| 2   | Hutnik Kraków Jun.         | 3  | 4    | 7:5    |       |
| 3   | Stoczniowiec Gdańsk Jun.   | 3  | 4    | 5:6    |       |
| 4   | Ślask Wrocław Jun.         | 3  | 0    | 2:8    |       |

- Pozostałe wyniki: Hutnik - Stoczniowiec 3:0, Hutnik - Ślask 3:1, Śląsk - Stoczniowiec 1:2.
- W II grupie wygrał Gwarek Zabrze.

## Mecze Jagielloni II w centralnych rozgrywkach Pucharu Polski
| Lp. | Data, Kraj, Miasto   | Mecze         | Frekw. | D/W | Przeciwnik       | Wynik  | Strzelcy bramek                 | Opis        |
| --- | -------------------- | ------------- | ------ | --- | ---------------- | ------ | ------------------------------- | ----------- |
| 1   | 25.07.1988 Białystok | PP - I run.   | -      | D   | Wigry Suwałki    | 3:2(d) | C.Kulesza 20' 79' Z.Szugzda 87' | awans       |
| 2   | 3.08.1988 Białystok  | PP - II run.  | -      | D   | Gwardia Szczytno | 4:2    | b.d.                            | awans       |
| 3   | 17.08.1988 Białystok | PP - III run. | -      | D   | Stomil Olsztyn   | 0:2    |                                 | odpadnięcie |

## Powołania do reprezentacji
Reprezentacja młodzieżowa U-21
- Mecze reprezentacji młodzieżowej na turnieju w Indiach o puchar im. Jawaharlala Nehru. [6] Zaproszone reprentacje: Polska U21, Korea Płd., Irak (Jun.), Węgry (Olimpic), ZSRR U21. Na uwagę zasługuje fakt, że Jagiellończyk Jacek Bayer zdobył jedna bramkę, niestety Polska zajęła 5 miejsce.

| Nazwisko    | Data              | rodz.      | mecz  | bramki | czas |
| ----------- | ----------------- | ---------- | ----- | ------ | ---- |
| Jacek Bayer | 20.01.1989 Margao | tur. Nehru | : 0:2 | 1      | 90'  |
| Jacek Bayer | 22.01.1989 Margao | tur. Nehru | : 5:1 | 0      | 90'  |
| Jacek Bayer | 26.01.1989 Margao | tur. Nehru | : 2:0 | 0      | ?    |
| Jacek Bayer | 22.01.1989 Margao | tur. Nehru | : 2:0 | 0      | ?    |
| Jacek Bayer | 2.02.1989 Margao  | tur. Nehru | : 1:1 | 0      | 90'  |

## Statystyka
| Zawodnik               | Mecze | Min  | Kolejka spotkań | Kolejka spotkań | Kolejka spotkań | Kolejka spotkań | Kolejka spotkań | Kolejka spotkań | Kolejka spotkań | Kolejka spotkań | Kolejka spotkań | Kolejka spotkań | Kolejka spotkań | Kolejka spotkań | Kolejka spotkań | Kolejka spotkań | Kolejka spotkań | Kolejka spotkań | Kolejka spotkań | Kolejka spotkań | Kolejka spotkań | Kolejka spotkań | Kolejka spotkań | Kolejka spotkań | Kolejka spotkań | Kolejka spotkań | Kolejka spotkań | Kolejka spotkań | Kolejka spotkań | Kolejka spotkań | Kolejka spotkań | Kolejka spotkań |
| Zawodnik               | Mecze | Min  | 1               | 2               | 3               | 4               | 5               | 6               | 7               | 8               | 9               | 10              | 11              | 12              | 13              | 14              | 15              | 16              | 17              | 18              | 19              | 20              | 21              | 22              | 23              | 24              | 25              | 26              | 27              | 28              | 29              | 30              |
| ---------------------- | ----- | ---- | --------------- | --------------- | --------------- | --------------- | --------------- | --------------- | --------------- | --------------- | --------------- | --------------- | --------------- | --------------- | --------------- | --------------- | --------------- | --------------- | --------------- | --------------- | --------------- | --------------- | --------------- | --------------- | --------------- | --------------- | --------------- | --------------- | --------------- | --------------- | --------------- | --------------- |
| Jarosław Bartnowski    | 30    | 2651 | 90              | 90              | 41              | 90              | 90              | 90              | 90              | 90              | 90              | 90              | 90              | 90              | 90              | 90              | 90              | 90              | 90              | 90              | 90              | 90              | 90              | 90              | 90              | 90              | 90              | 90              | 90              | 90              | 90              | 90              |
| Andrzej Ambrożej       | 29    | 2536 | 90              | 46              | 90              | 90              | 90              | 90              | 0               | 62              | 90              | 90              | 90              | 90              | 90              | 90              | 90              | 90              | 90              | 88              | 90              | 90              | 90              | 90              | 90              | 90              | 90              | 90              | 90              | 90              | 90              | 90              |
| Mirosław Sowiński      | 28    | 2520 | 90              | 90              | 90              | 90              | 90              | 90              | 90              | 90              | 90              | 90              | 90              | 90              | 90              | 90              | 0               | 90              | 90              | 90              | 90              | 90              | 90              | 90              | 90              | 90              | 90              | 90              | 90              | 90              | 90              | 0               |
| Jacek Bayer            | 27    | 2406 | 85              | 72              | 90              | 90              | 90              | 89              | 90              | 90              | 90              | 90              | 90              | 0               | 0               | 0               | 90              | 90              | 90              | 90              | 90              | 90              | 90              | 90              | 90              | 90              | 90              | 90              | 90              | 90              | 90              | 90              |
| Mariusz Lisowski       | 25    | 2250 | 90              | 90              | 90              | 90              | 90              | 90              | 90              | 90              | 90              | 90              | 0               | 0               | 0               | 0               | 0               | 90              | 90              | 90              | 90              | 0               | 90              | 90              | 90              | 90              | 90              | 90              | 90              | 90              | 90              | 90              |
| Antoni Cylwik          | 25    | 2214 | 0               | 90              | 90              | 90              | 90              | 90              | 90              | 90              | 90              | 0               | 90              | 90              | 90              | 90              | 90              | 90              | 90              | 90              | 90              | 0               | 0               | 0               | 90              | 90              | 90              | 54              | 90              | 90              | 90              | 90              |
| Dariusz Czykier        | 26    | 2212 | 90              | 90              | 90              | 90              | 90              | 90              | 90              | 90              | 72              | 90              | 90              | 90              | 90              | 90              | 90              | 90              | 90              | 90              | 46              | 90              | 90              | 0               | 0               | 0               | 90              | 76              | 79              | 90              | 49              | 0               |
| Jarosław Michalewicz   | 25    | 1952 | 90              | 44              | 49              | 44              | 31              | 90              | 90              | 79              | 90              | 46              | 0               | 90              | 90              | 90              | 90              | 90              | 57              | 80              | 90              | 0               | 0               | 0               | 82              | 90              | 90              | 90              | 90              | 90              | 0               | 90              |
| Dariusz Bayer          | 24    | 1910 | 90              | 90              | 90              | 90              | 90              | 90              | 90              | 90              | 23              | 0               | 4               | 45              | 0               | 0               | 0               | 58              | 90              | 90              | 70              | 90              | 0               | 90              | 90              | 90              | 90              | 90              | 90              | 90              | 90              | 0               |
| Wiesław Romaniuk       | 20    | 1684 | 90              | 0               | 78              | 46              | 0               | 0               | 0               | 90              | 90              | 90              | 90              | 90              | 90              | 90              | 90              | 0               | 0               | 0               | 0               | 90              | 90              | 90              | 90              | 30              | 0               | 0               | 90              | 90              | 90              | 90              |
| Andrzej Kulesza        | 16    | 1380 | 90              | 90              | 90              | 90              | 90              | 90              | 90              | 90              | 90              | 30              | 0               | 0               | 0               | 0               | 0               | 90              | 90              | 90              | 90              | 90              | 90              | 0               | 0               | 0               | 0               | 0               | 0               | 0               | 0               | 0               |
| Janusz Szugzda         | 23    | 1362 | 0               | 0               | 0               | 21              | 0               | 54              | 17              | 28              | 67              | 90              | 90              | 45              | 0               | 0               | 70              | 32              | 75              | 10              | 20              | 81              | 90              | 90              | 90              | 90              | 59              | 90              | 46              | 0               | 63              | 44              |
| Jerzy Leszczyk         | 15    | 877  | 78              | 90              | 90              | 69              | 85              | 36              | 0               | 0               | 0               | 0               | 0               | 0               | 0               | 0               | 0               | 0               | 0               | 0               | 0               | 0               | 0               | 44              | 34              | 60              | 31              | 36              | 44              | 44              | 90              | 46              |
| Jarosław Gierejkiewicz | 13    | 802  | 0               | 0               | 0               | 0               | 0               | 0               | 0               | 0               | 0               | 0               | 0               | 90              | 90              | 90              | 90              | 72              | 15              | 2               | 90              | 9               | 79              | 90              | 0               | 0               | 44              | 0               | 0               | 0               | 41              | 0               |
| Cezary Kulesza         | 11    | 677  | 0               | 0               | 0               | 0               | 0               | 0               | 0               | 0               | 0               | 0               | 0               | 0               | 0               | 82              | 78              | 0               | 0               | 0               | 0               | 0               | 90              | 81              | 56              | 70*             | 46              | 90              | 11              | 46              | 27              | 0               |
| Andrzej Szymanek       | 14    | 570  | 12              | 18              | 12              | 0               | 59              | 0               | 73              | 0               | 0               | 0               | 0               | 0               | 0               | 90              | 12              | 18              | 33              | 90              | 44              | 52              | 11              | 46              | 0               | 0               | 0               | 0               | 0               | 0               | 0               | 0               |
| Mirosław Tiszkow       | 6     | 348  | 0               | 0               | 0               | 0               | 0               | 0               | 0               | 0               | 0               | 60              | 90              | 62              | 90              | 26              | 20              | 0               | 0               | 0               | 0               | 0               | 0               | 0               | 0               | 0               | 0               | 0               | 0               | 0               | 0               | 0               |
| Marek Stankiewicz      | 4     | 187  | 0               | 0               | 0               | 0               | 0               | 0               | 0               | 0               | 0               | 0               | 86              | 28              | 65              | 8               | 0               | 0               | 0               | 0               | 0               | 0               | 0               | 0               | 0               | 0               | 0               | 0               | 0               | 0               | 0               | 0               |
| Stanisław Karwat       | 2     | 180  | 0               | 0               | 0               | 0               | 0               | 0               | 0               | 0               | 0               | 0               | 0               | 0               | 0               | 0               | 90              | 0               | 0               | 0               | 0               | 0               | 0               | 0               | 0               | 0               | 0               | 0               | 0               | 0               | 0               | 90              |
| Marek Witkowski        | 4     | 157  | 0               | 0               | 0               | 0               | 0               | 0               | 0               | 0               | 0               | 44              | 14              | 0               | 25              | 0               | 0               | 0               | 0               | 0               | 0               | 0               | 0               | 0               | 0               | 0               | 0               | 0               | 0               | 0               | 0               | 74              |
| Dariusz Drągowski      | 5     | 143  | 0               | 0               | 0               | 0               | 0               | 0               | 0               | 0               | 0               | 0               | 0               | 0               | 37              | 64              | 0               | 0               | 0               | 0               | 0               | 0               | 0               | 0               | 8               | 20*             | 0               | 14              | 0               | 0               | 0               | 0               |
| Zbigniew Szugzda       | 1     | 90   | 0               | 0               | 0               | 0               | 0               | 0               | 0               | 0               | 0               | 0               | 0               | 0               | 0               | 0               | 0               | 0               | 0               | 0               | 0               | 0               | 0               | 0               | 0               | 0               | 0               | 0               | 0               | 0               | 0               | 90              |
| Sławomir Głębocki      | 8     | 48   | 0               | 0               | 0               | 0               | 0               | 1               | 78              | 11              | 18              | 90              | 76              | 90              | 53              | 0               | 0               | 0               | 0               | 0               | 0               | 0               | 0               | 0               | 0               | 0               | 0               | 0               | 0               | 0               | 0               | 0               |
| Tomasz Giedrojć        | 2     | 47   | 0               | 0               | 0               | 0               | 0               | 0               | 0               | 0               | 0               | 0               | 0               | 0               | 0               | 0               | 0               | 0               | 0               | 0               | 0               | 38              | 0               | 9               | 0               | 0               | 0               | 0               | 0               | 0               | 0               | 0               |
| Mirosław Car           | 3     | 22   | 5               | 0               | 0               | 0               | 5               | 0               | 12              | 0               | 0               | 0               | 0               | 0               | 0               | 0               | 0               | 0               | 0               | 0               | 0               | 0               | 0               | 0               | 0               | 0               | 0               | 0               | 0               | 0               | 0               | 0               |
| Wojciech Rogowski      | 1     | 16   | 0               | 0               | 0               | 0               | 0               | 0               | 0               | 0               | 0               | 0               | 0               | 0               | 0               | 0               | 0               | 0               | 0               | 0               | 0               | 0               | 0               | 0               | 0               | 0               | 0               | 0               | 0               | 0               | 0               | 16              |